# Wout van Andel
Wout van Andel (Rotterdam, 1953) is een Nederlands organist, componist en arrangeur.

## Levensloop

### Jeugd en opleiding
Van Andel groeide op als negende in een groot gereformeerd gezin van twaalf kinderen. Zijn vader was predikant. Hij kreeg op vierjarige leeftijd zijn eerste pianolessen. Op zijn elfde stapte hij over naar het orgel en kreeg lessen van Jan Brandwijk. Hierna studeerde hij korte tijd elektrotechniek in Eindhoven maar koos er toch voor om de muziekwereld in te gaan. Hij deed aan het Utrechts conservatorium zijn vakstudie bij Nico van den Hooven en daarna bij Ewald Kooiman in Amsterdam.

### Loopbaan
Van Andel won in 1978 het tweejaarlijkse Internationale Rijnstreek Orgelconcours in Nijmegen. Hierna werd hij benoemd tot organist van een groot aantal protestantse kerken, waaronder de Dorpskerk en Marcuskerk in Leusden en de Grote Kerk en Immanuëlkerk in Driebergen. Van december 2012 tot aan zijn pensionering in december 2019  was hij vaste organist van de Grote Kerk in Apeldoorn. Hij maakte daarnaast als componist Koraalbewerkingen over de 491 gezangen en Koraalbewerkingen over de 150 psalmen. Hij is daarnaast mede-samensteller van de liedbundel Hoop van alle volken, waar hij diverse begeleidingen voor schreef. Als orgeldocent gaf hij les in Apeldoorn, Leusden en Woudenberg. Tevens was hij docent methodiek aan de Schumann Academie

## Cd's en bladmuziek
- (1998) Fantasie in G gr.t. Giles Farnaby
- (1998) Stukken voor orgel, op.18, nr.1, nr.1-30, "Spielstücke für die Kleinorgel" ; Sel. Hugo Distler
- (2003) Fuga voor toetsinstrument 4h KV.401, KV.375e in g kl.t. (Arr.) Wolfgang Amadeus Mozart
- (2005) Preludium voor orgel in a kl.t., "Preludio pro organo pleno" Johann Christian Kittel
- (2005) Koraalbewerking voor orgel, "Canonisch voorspel Psalm 84" Jan Zwart
- (2013) Aria in barokstijl Nancy van der Elst
- (2013) O God die droeg ons voorgeslacht Nancy van der Elst
- (2014) Grote Kerk Apeldoorn

- International Standard Name Identifier: 0000 0003 9276 7788
- Library of Congress Control Number: no2009017090
- Nederlandse Thesaurus van Auteursnamen: 167036920
- Virtual International Authority File: 286890920